# Rhynchospora filiformis
Rhynchospora filiformis är en halvgräsart som beskrevs av Vahl. Rhynchospora filiformis ingår i släktet småag, och familjen halvgräs. Inga underarter finns listade i Catalogue of Life.